# Пам'ятник екіпажу бронепоїзда «Таращанець»
Пам'ятник екіпажу бронепоїзда «Таращанець» — монумент на честь екіпажу красноармійського бронепоїзда «Таращанець», які в серпні 1919 року майже 6 діб боронили від денікінців Дарницький залізничний вузол[джерело?], у ніч на 30 серпня, відкинувши пропозицію здатися в полон, члени екіпажу підірвали бронепоїзд і загинули разом із ним (немає жодних історичних доказів цієї події) (командир — Л. Ломакін, комісар — В. Форте, машиністи — С. Сухоцький, В. Іванов, І. Акуцов, кочегари — Н. Прокопович, М. Дорошенко, матроси-чорноморці).

## Історія
Відкритий у Києві 21 вересня 1974 року.
Автори: скульптор В. І. Зноба, архітектор Є. О. Пильник. Знаходився у Києві в сквері на Ялтинській вулиці.
Загальна висота пам'ятника становить 3,3 метра. На гранітному п'єдесталі — 7 бронзових фігур, що символізують сімку з команди «таращанців» у момент ухвалення рішення: загинути, але не здаватися. Постамент виконано з чорного полірованого лабрадориту висотою 0,4 метра. На передній частині п'єдесталу пам'ятника на (вертикальній) гранітній плиті вибито слова про рейд «таращанців», лівіше на землі шматок броніз висіченими словами «Тут поховані герої „таращанці“, які віддали життя за владу Рад. Вічна вам пам'ять і слава!».

### Демонтаж

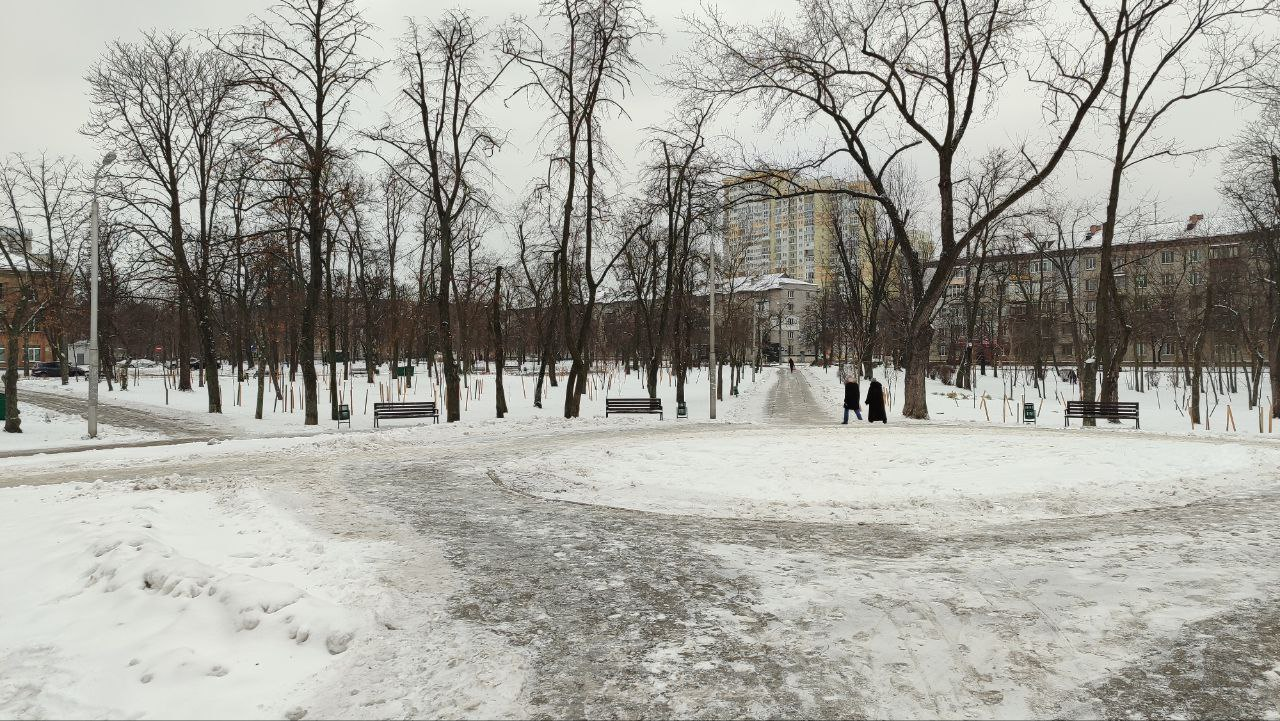
Місце, де знаходився пам'ятник. Фото після демонтажу, січень 2024 року.

5 листопада 2022 року невідомі написали на пам'ятнику «Знеси мене повністю»[джерело?], пізніше наслідки цього акту вандалізму було усунуто.
Пам'ятник демонтовано 16 грудня 2023 року і перевезено на зберігання в музей-майстерню Зноби-Голембієвських.
Скульптурна група екіпажу бронепоїзда «Таращанець» входила до переліку зі 105 пам'ятників і пам'ятних знаків радянської доби, які перебувають на вулицях Києва і «підлягають демонтажу».